# Квартет имени Талиха

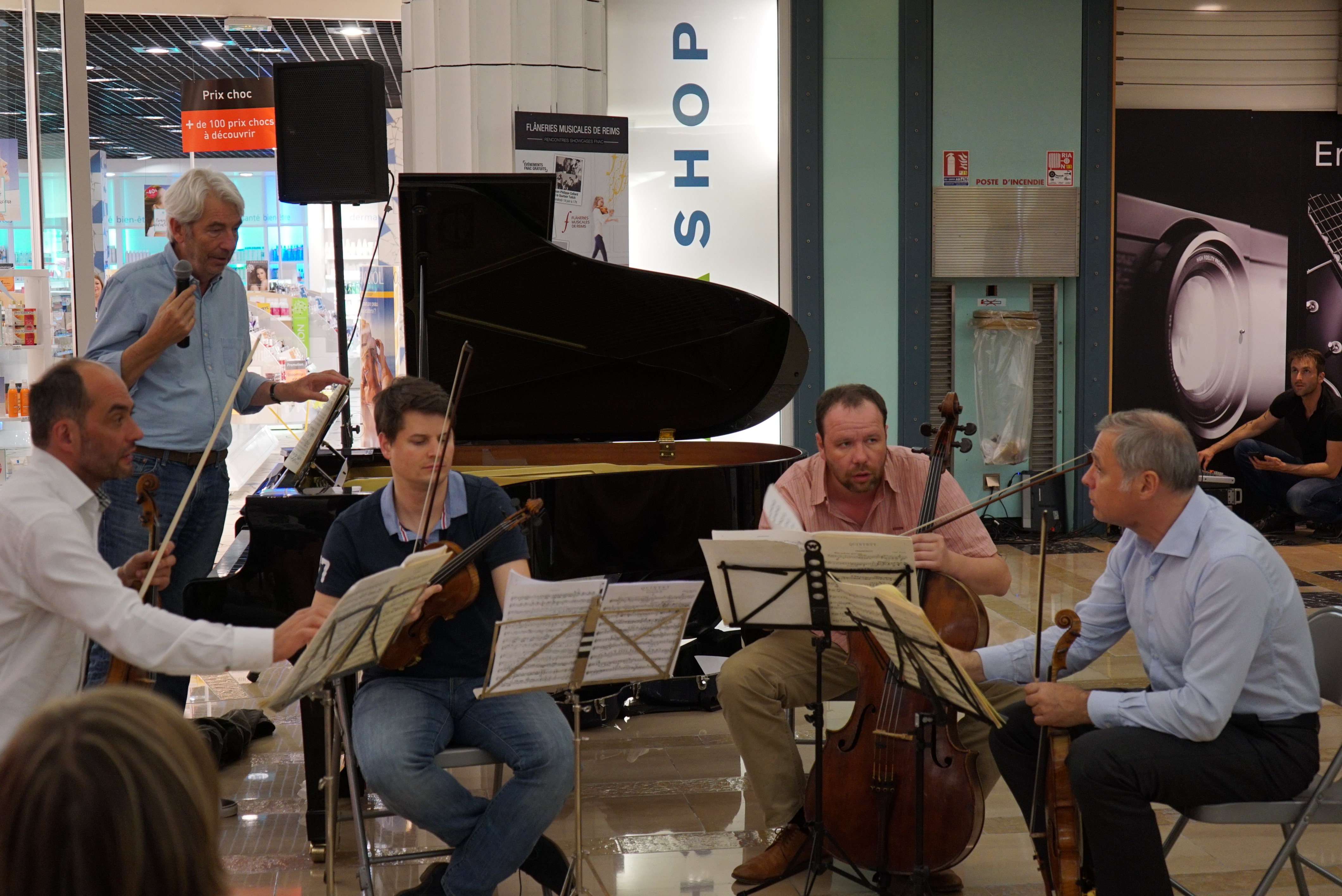
2015

Квартет имени Талиха (англ. Talich Quartet) — чешский струнный квартет, основанный в 1964 г. студентами Пражской консерватории по инициативе молодого альтиста Яна Талиха и названный в честь его дяди, известного дирижёра Вацлава Талиха; таким образом, название квартета можно понимать и как Квартет имени Талиха, и как Квартет Талиха.
На протяжении 34 лет квартет существовал в неизменном составе, сочетая в своём репертуаре мировую ансамблевую классику (среди записей коллектива — все квартеты Моцарта, Бетховена и Бартока, произведения Шуберта, Мендельсона, Шостаковича и др.) и все значительные сочинения чешских композиторов, писавших квартеты, — Антонина Дворжака, Бедржиха Сметаны, Леоша Яначека, Богуслава Мартину и др.
В 1998—2000 гг. в квартете произошло значительное омоложение состава.

## Участники квартета
Первоначальный состав:
- Петр Месьерер — первая скрипка
- Ян Квапил — вторая скрипка
- Ян Талих (старший) — альт
- Евжен Раттаи — виолончель

Состав после 2000 года:
- Ян Талих (младший) — первая скрипка
- Петр Мацечек — вторая скрипка
- Владимир Букач — альт
- Петр Праузе — виолончель